# Hormaphis

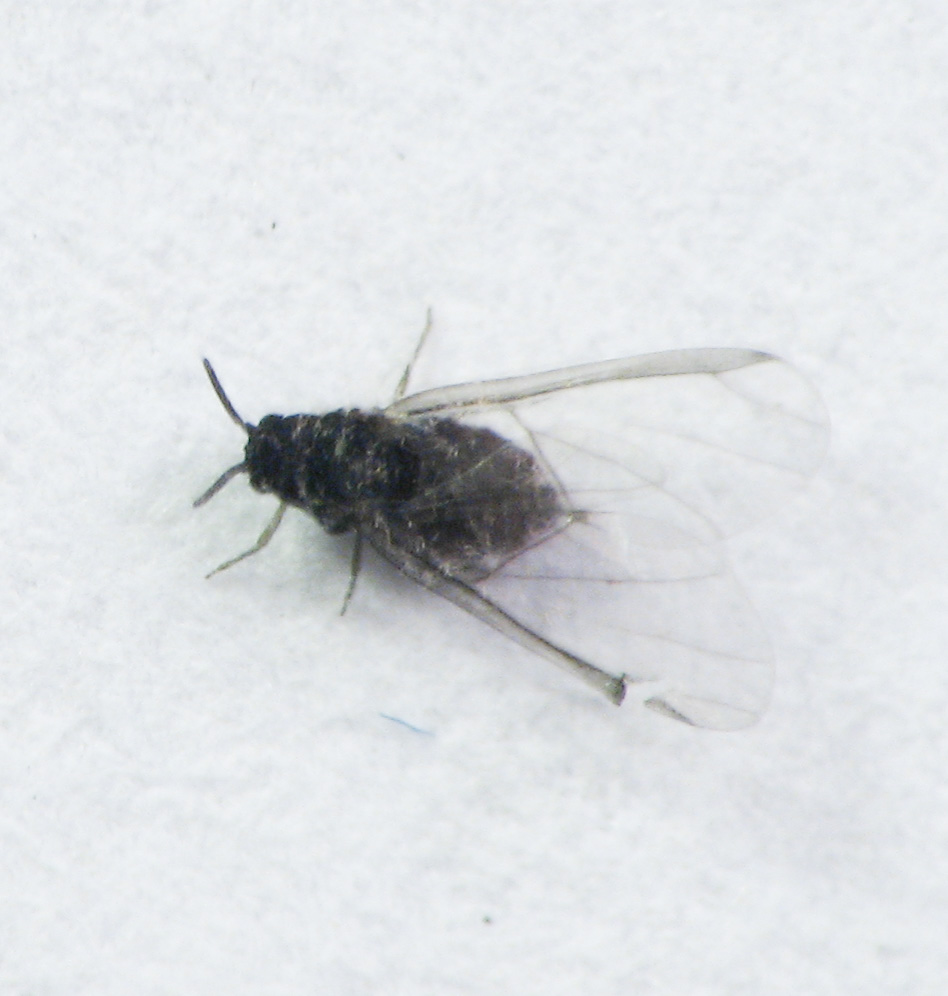
Hormaphis hamamelidis adulto alado

Hormaphis es un género de pulgones formadores de agallas de la familia Aphididae. Hay por lo menos tres especies descritas de Hormaphis; se encuentran principalmente en el este de Estados Unidos.

## Especies
- Hormaphis betulae (Mordvilko, 1901)
- Hormaphis cornu (Shimer, 1867)
- Hormaphis hamamelidis (Fitch, 1851)

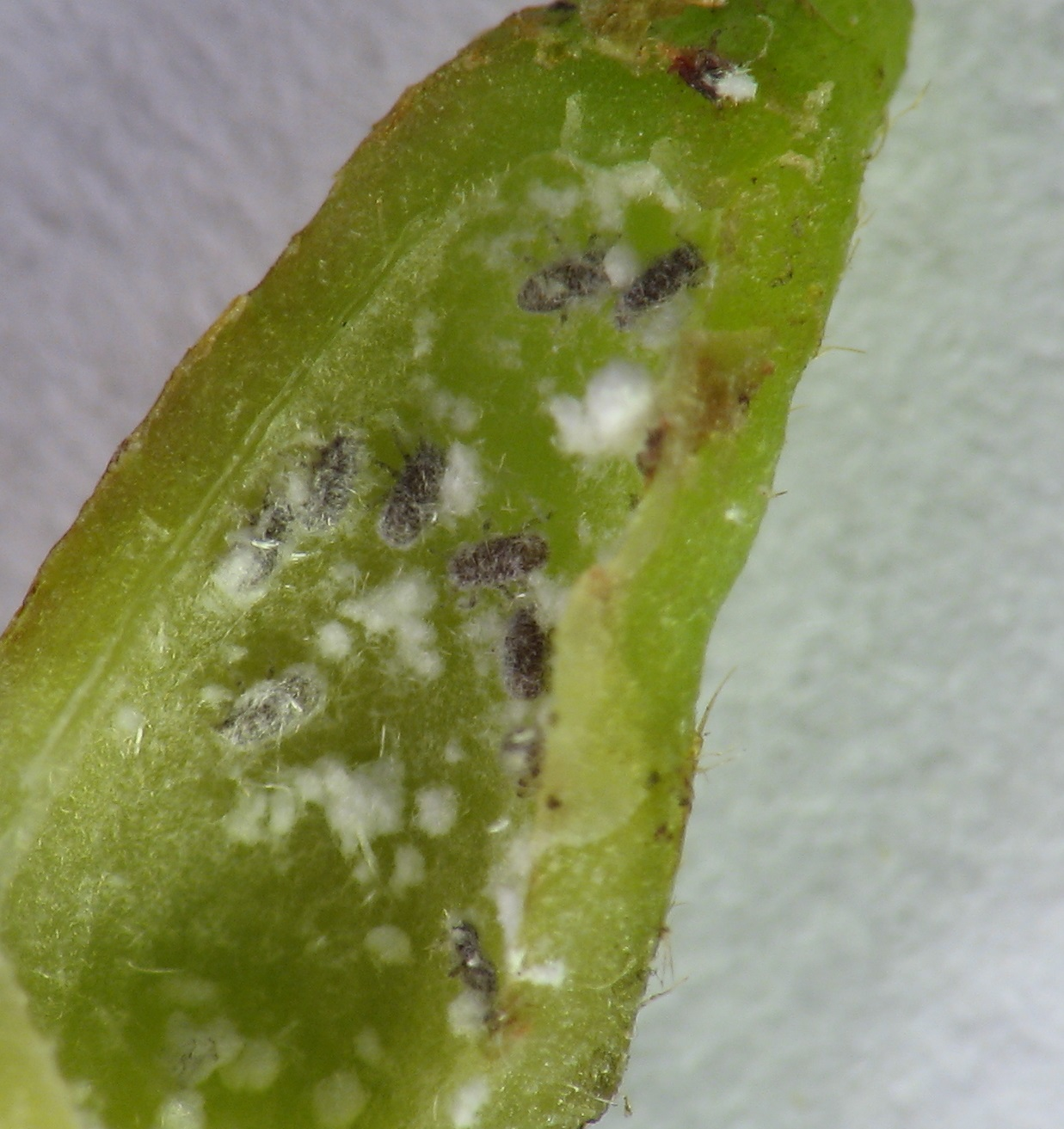
Interior de una agalla de Hormaphis hamamelidis